# Nejla Işık
Nejla Işık (c. 1980) es una activista ambiental y líder comunitaria turca que se ha opuesto a la deforestación en el bosque de Akbelen. Fue elegida muhtar, jefa de aldea, de İkizköy en 2024 y fue reconocida internacionalmente por su papel en la defensa del medio ambiente.

## Trayectoria
Işık surgió como activista ambiental y líder comunitaria en İkizköy. Se unió a la resistencia contra la deforestación del bosque de Akbelen, cuando había sido asignada la minería de carbón por el Ministerio de Agricultura y Silvicultura para abastecer a las centrales eléctricas cercanas, como Kemerköy o Yeniköy. Esta resistencia, conocida como la Resistencia Akbelen, comenzó en 2017 cuando el bosque estuvieron amenazadass por la expansión de proyectos mineros.
En 2019, Işık, junto con otros activistas, inició una vigilancia para prevenir la deforestación. Recurrió a acciones legales y protestas. En 2023, el movimiento vivió intensos enfrentamientos con las autoridades y la empresa minera,que incluía multas y otras medidas disuasorias. A raíz de estas luchas, una decisión judicial en 2024 canceló los planes de expropiar tierras para continuar con la minería.
El 31 de marzo de 2024, Işık fue elegida muhtar de İkizköy, ganando por 93 a 71 votos a su candidato rival. Su candidatura fue apoyada por el Comité de Medio Ambiente de İkizköy que ella había presidido anteriormente. Su liderazgo se ha caracterizado por un activismo continuo, incluidos discursos públicos en defensa de la preservación de los recursos naturales y culturales locales.
A partir de 2024, Işık es madre de dos hijos adultos y pertenecientes a una familia que participó activamente en la Resistencia Akbelen, incluidos miembros de la generación anterior de 80 años.

## Reconocimientos
En diciembre de 2024, Işık fue nombrada una de las 100 mujeres más inspiradoras del año por la BBC, en la categoría de pioneras climáticas. La lista destacó su lucha de cinco años para proteger el bosque de Akbelen y su resiliencia frente a la oposición de actores corporativos y estatales.